# 任韧
任韧（1982年5月1日—），硕士毕业于中国传媒大学新聞专业，亦是香港科技大学MBA。任韧于2005年加入凤凰卫视，现任凤凰卫视主播、节目主持人兼主持人。任韧的作品曾获芝加哥国际电影节雨果电视奖银牌，以及泰利奖铜奖。